# Acianthera carinata
Acianthera carinata é  uma espécie de orquídea (Orchidaceae) que existe no Peru, antigamente subordinada aogênero Pleurothallis.

## Publicação e sinônimos
- Acianthera carinata (C.Schweinf.) Luer, Monogr. Syst. Bot. Missouri Bot. Gard. 95: 253 (2004).

Sinônimos homotípicos:
- Pleurothallis carinata C.Schweinf., Bot. Mus. Leafl. 15: 85 (1951).